# بريشا ويب
بريشا ويب (بالإنجليزية: Bresha Webb) (من مواليد 6 مايو 1984) هي ممثلة أمريكية. بدأت مهنتها في 2007، لعبت دور «إميونيك جيفرسون» من 2010 إلى 2014 في المسلسل الكوميدي لوف ذات غيرل!، وبعدها ظهرت في أفلام بارزة مثل قابل السود (2016)، النفاق (2018)، مدرسة مسائية (2018)، سكستابليتز (2019) وسقوط من النعمة (2020).

## روابط خارجية
- بريشا ويب على موقع IMDb (الإنجليزية)
- بريشا ويب على موقع ألو سيني (الفرنسية)
- بريشا ويب على موقع أول موفي (الإنجليزية)
- بريشا ويب على موقع ديسكوغز (الإنجليزية)
- بريشا ويب على موقع قاعدة بيانات الفيلم (الإنجليزية)
- بريشا ويب على موقع كينوبويسك (الروسية)